# Название Камбоджи
Название Камбоджи (кхмер. ព្រះរាជាណាចក្រ កម្ពុជា — «Кампучия») не уникально для Индокитая. Так, название Камбодж/Камбуджа встречается в бирманских и тайских хрониках IX века применительно к регионам в этих королевствах. 
О происхождении названия имеется ряд версий, начиная с происхождения от санскр. कम्बोजदेश — Kambujadeśa ("земля камбоджи"). Имеется надпись в храме Баксей Тьямгкронг в Ангкоре, датированная 947 годом нашей эры, которая содержит миф о происхождении названия Камбоджи от Камбу Сваямбхува — легендарного индийского мудреца, который достиг полуострова Индокитай и женился на принцессе племени нага по имени Мера, объединив тем самым индийскую и местные расы. Французский археолог Ж.Седес на основе этого мифа выводит название Камбужа из Kambu + ja, что означает «потомки Камбу».
По оценке В. А. Никонова, название «Камбоджа» — португальская форма кхмерского названия «Кампучия», такое же название носит и река Меконг в среднем течении. Е.Слушкевич допускает связь топонима с этнонимом древнего народа, обитавшего на северо-западе Индии — бходжа с префиксом кам.
Название страны, используемое в официальных ситуациях, таких как политические и новостные программы, — Пратэ Кампучия (кхмер. ប្រទេស កម្ពុជា), буквально «Страна Камбоджа». Разговорное название, наиболее используемое местным населением — Срок Кхмае (кхмер. ស្រុកខ្មែរ), буквально «Земля кхмеров». Срок — мон-кхмерское слово, примерно равнозначное санскритскому prâteh, но менее формальное. Что касается этнонима «кхмеры», этимология его неизвестна, при этом в оригинале конечная -р не произносится.
| Русское название             | Кхмерское название | Французское название              | Период именования | Примечания                                             |
| ---------------------------- | ------------------ | --------------------------------- | ----------------- | ------------------------------------------------------ |
| Королевство Камбоджи         | ព្រះរាជាណាចក្រកម្ពុជា       | Royaume du Cambodge               | 1953-1970         | Монархия                                               |
| Кхмерская Республика         | សាធារណរដ្ឋខ្មែរ         | République Khmère                 | 1970-1975         | Режим Лон Нола                                         |
| Демократическая Кампучия     | កម្ពុជាប្រជាធិបតេយ្យ       | Kampuchea démocratique            | 1975-1979         | Режим «красных кхмеров»                                |
| Народная Республика Кампучия | សាធារណរដ្ឋប្រជាមានិតកម្ពុជា  | République populaire du Kâmpŭchéa | 1979-1989         | Под контролем правительства, контролируемого Вьетнамом |
| Государство Камбоджа         | រដ្ឋកម្ពុជា            | État du Cambodge                  | 1989-1993         | Под контролем Временного органа ООН.                   |
| Королевство Камбоджа         | ព្រះរាជាណាចក្រកម្ពុជា       | Royaume du Cambodge               | 1993-             | Восстановление монархии                                |